# Храмцово (Слободо-Туринський район)
Храмцо́во (рос. Храмцово) — село у складі Слободо-Туринського району Свердловської області. Входить до складу Слободо-Туринського сільського поселення.
Населення — 430 осіб (2010, 494 у 2002).
Національний склад населення станом на 2002 рік: росіяни — 100 %.